# Jörn Klimant
Jörn Klimant (* 23. September 1958 in Kiel) ist ein deutscher Jurist und Politiker (parteilos). Von 1996 bis 2018 war er Landrat des Kreises Dithmarschen.

## Leben
Klimant besuchte die Humboldt-Schule in Kiel und machte dort 1977 sein Abitur. Im Anschluss absolvierte er bei der Dresdner Bank eine Ausbildung zum Bankkaufmann. Ab 1979 studierte er Rechtswissenschaften an der Christian-Albrechts-Universität zu Kiel. Nach seinem zweiten Staatsexamen wurde er 1989 für die Landesbank Schleswig-Holstein tätig und war unter anderem mit dem Aufbau der Investitionsbank Schleswig-Holstein befasst. In dieser Zeit erfolgte auch Klimants Promotion.
Im Jahr 1990 wechselte er in das Innenministerium des Landes Schleswig-Holstein. Weitere Stationen seiner Tätigkeiten waren die eines Fraktionsmitarbeiters und in der Kommunalverwaltung des Kreises Plön. 1994 wurde er Leiter des Ministerbüros im Sozialministerium und persönlicher Referent der Sozialministerin Heide Moser.
Klimant, selbst parteilos, wurde am 28. März 1996 vom Dithmarscher Kreistag auf sechs Jahre zum Landrat gewählt. Seine Amtszeit dauerte vom 1. Juni 1996 bis zum 31. Mai 2002. In einer Direktwahl am 10. Februar 2002 wurde er für weitere acht Jahre im Amt bestätigt. Klimant kandidierte hierbei auf Vorschlag aller Kreistagsfraktionen. Am 3. Dezember 2009 wurde er vom Kreistag für eine dritte Amtszeit für acht Jahre gewählt.
Am 1. Juni 2018 wurde Klimant neues Vorstandsmitglied und Arbeitsdirektor der Hansewerk AG.
Klimant ist Vater von zwei Söhnen.

## Werke
- Funktionen, Probleme und Arbeitsweise der Kommunalaufsicht: eine Untersuchung unter besonderer Berücksichtigung der Rechtslage in Schleswig-Holstein. Pfaffenweiler: Centaurus 1992 (Reihe Rechtswissenschaft; Bd. 142), zugl.: Kiel, Univ., Diss., 1991/92 ISBN 3-89085-704-3